# Austrobaileya scandens
Austrobaileya scandens C.T. White è una pianta rampicante endemica del Queensland (Australia). È l'unica specie nota del genere Austrobaileya e della famiglia Austrobaileyaceae.

## Distribuzione e habitat
La specie è endemica del Queensland nord-orientale.
Cresce come rampicante sui tronchi delle piante ad alto fusto della foresta pluviale tropicale, ad altitudini comprese tra 350 e 1100 m.